# I Can’t Live Without Music
I Can’t Live Without Music war der deutsche Beitrag zum Eurovision Song Contest 2002, der von Corinna May in englischer Sprache vorgetragen wurde.

## Entstehung und Inhalt
Der Titel wurde von Bernd Meinunger geschrieben und von Ralph Siegel komponiert und produziert. Im Text verleiht die Protagonistin ihrer Freunde Ausdruck, die sie beim Hören von Musik erfüllt. Aufgrund von Corinna Mays Blindheit bekommt der Text eine zusätzliche Bedeutungsebene.
Das Lied war Mays dritter Versuch, zum ESC zu gelangen: Ihr Beitrag von 1999, Hör den Kindern einfach zu wurde seinerzeit disqualifiziert, da er schon veröffentlicht worden war. Im Vorentscheid 2000 hatte May mit I Believe in God den zweiten Platz erreicht, ein Titel, der ebenfalls von Meinunger/Siegel geschrieben worden war.

## Veröffentlichung und Rezeption
Die Single erschien als Maxi-Single am 11. Februar 2002 bei Jupiter Records und beinhaltet fünf verschiedene Variationen des Stücks. In Deutschland erreichte I Can’t Live Without Music in zwei Chartwochen mit Rang 72 seine höchste Chartnotierung in den Singlecharts. Die Single wurde nach Hör’ den Kindern einfach zu zum zweiten und letzten Charthit für May in Deutschland.

## Eurovision Song Contest
I Can’t Live Without Music wurde am Abend an 18. Stelle aufgeführt, nach Sandrine François mit Il faut du temps und vor Buket Bengisu & Grup Safir mit Leylaklar soldu kalbinde. May wurde von drei Backgroundsängerinnen begleitet, von denen eine als Cowgirl gekleidet war. Obwohl das Lied zu den Favoriten des Wettbewerbs gehörte, erhielt es nur 17 Punkte und lag damit auf Platz 21 in einem Feld von 24.